# Водород-5
Водород-5 — нестабильный изотоп водорода.
Ядро этого изотопа водорода состоит из протона и четырех нейтронов.
Водород-5 был синтезирован в лаборатории посредством бомбардировки трития ядрами трития. Тритиевые технологии синтеза важны как для решения задач термоядерного синтеза, так и для решения задач фундаментальной науки. Специально созданная тритиевая криомишень была использована для получения сверхтяжёлых изотопов лёгких элементов, в том числе и  пятого изотопа водорода, на установке АКУЛИНА.
В этом эксперименте ядра трития захватили по 2 нейтрона от ускоренных ядер трития по реакции t + t.
Ценная доля протонов, обнаруженных в t+t-реакции при лабораторном угле реакции θlab=18°-32° в событиях ptn-совпадений, была отнесена к состояниям ядра водорода- 5, пучок тритонов ускорялся до энергии 57,5 МэВ.